# 國防採購國務大臣
國防採購國務大臣（英語：Minister of State for Defence Procurement）作為國務大臣，是英國國防部的中級官員。該職位目前由現任保守黨議員詹姆斯·卡特利吉擔任。

## 起源
國防採購國務大臣於2007年設立，以反映英國國防部支持國防裝備之組織的成立。德雷森勳爵（Lord Drayson）被任命為第一任國防採購國務大臣。雖然德雷森勳爵擔任國務大臣，但他的所有繼任者都是議會副大臣，這是英國政府中最低階的部長級別，直到2020年傑瑞米·奎因被任命為止。
2010年，該職位更名為國防裝備、支持和技術部長（Minister for Defence Equipment, Support and Technology）。